# BRENDA
BRENDA(BRaunschweig ENzyme DAtabase, The Comprehensive Enzyme Information System)는 가장 포괄적인 효소 저장소 중 하나를 나타내는 효소 정보 시스템이다.

## 역사
BRENDA는 1987년 브라운슈바이크의 전 바이오테크놀로지 독일 연구 센터(현재의 Helmholtz Centre for Infection Research)에서 개발되었으며 원래는 서적 시리즈로 출판되었다. 해당 이름은 원래 Braunschweig Enzyme Database의 두문자어였다. 1996년부터 2007년까지 BRENDA는 쾰른 대학교에 위치했다. 그곳에서 BREND는 대중이 접근할 수 있는 효소 정보 시스템으로 발전하였다. 2007년, BRENDA는 브라운슈바이크로 되돌아왔다.

## 기타 데이터베이스
BRENDA는 각기 효소에 다른 관점을 둔 기타 몇몇 데이터베이스로의 연결을 제공한다.(예: 물질대사 기능, 효소 구조)
- ExPASy
- NCBI 데이터베이스
- IUBMB
- KEGG
- PDB 데이터베이스 (3D 정보)
- PROSITE
- SCOP
- CATH
- InterPro
- ChEBI
- Uniprot